# 파이어플라이 (자동차)
파이어플라이(영어: firefly)는 때때로 파이어플라이 EV(영어: Firefly EV)라고 불리기도 하는데, 2025년부터 중국 제조사 니오가 생산하는 배터리 전기 서브컴팩트 해치백이다. 이 차량은 파이어플라이 브랜드의 첫 번째 차량이다.

## 역사
파이어플라이는 2024년 12월 21일 니오 데이 2024 행사에서 파이어플라이 브랜드 출시와 함께 처음 공개되었으며, 차량의 사전 주문은 CN¥ 148,800 (US$20,300)에 시작되었다. 실내 티저를 포함하여 혹한기 테스트 중인 차량 이미지는 2025년 1월 10일에 공개되었고, 같은 날 MIIT 규제 서류를 통해 일부 추가 차량 사양이 공개되었다.
파이어플라이는 2025년 오토 상하이 2025에 앞서 2025년 4월 19일 CN¥ 119,800 (US$16,800)에 출시되었으며, 4월 29일에 인도가 시작되었다. 배터리 서비스 모델로 구매 가능하며, 차량은 CN¥ 79,800 (US$11,100)의 33% 낮은 시작 가격으로 판매되고 배터리 팩은 월 CN¥ 399 (US$55)의 구독료로 제공된다. 이 모델은 중국에서 원래 2025년 8월 1일로 예정되었으나 6월 24일에 출시되었다.
이 차량은 2025년 6월에서 8월 사이에 유럽 시장에 출시될 예정이다. 파이어플라이는 원래 유럽에서 처음 데뷔할 예정이었으나, 2024년 10월 유럽 연합이 중국산 전기차에 대한 추가 관세를 부과하면서 니오가 유럽 출시를 연기하게 되었다. 우핸들 버전 생산은 2025년 10월에 시작될 예정이다.
파이어플라이 차량은 원래 온보도 사용하는 기존 니오 배터리 교체 스테이션 네트워크와 호환되지 않고 자체 스테이션 네트워크를 사용할 예정이었다. 이 교체 스테이션은 니오 스테이션보다 작고 단순하며, 대략 운송 컨테이너 크기여서 국제 운송 비용을 절감하고 작은 공간에도 설치할 수 있는 유연성을 제공한다. 2024년 12월 파이어플라이 출시 행사에서 회사는 이 스테이션들이 차량 출시 몇 달 후부터 배포될 것이라고 밝혔다. 2025년 3월, 니오는 배터리 교체 네트워크를 위해 CATL과 제휴한다고 발표했으며, 향후 파이어플라이 브랜드 모델은 CATL의 초코-스왑(Choco-Swap) 배터리 팩 표준을 사용할 것이라고 밝혔다. 파이어플라이 EV는 계속해서 니오-파이어플라이(Nio-Firefly) 교체형 배터리 표준을 사용할 것이다. 2025년 4월 파이어플라이 출시 행사에서 니오는 교체 스테이션 전략이 변경되어 파이어플라이가 대신 니오의 5세대 교체 스테이션을 사용할 것이며, 이는 2026년 초부터 가동될 것으로 예상된다고 발표했다.

## 시장
파이어플라이는 2025년 4월 29일 중국에서 처음 판매되었다. 니오 CEO 윌리엄 리는 파이어플라이가 2025년에 독일, 노르웨이, 스웨덴, 덴마크, 네덜란드, 아랍에미리트를 포함하여 니오가 이미 직접 판매 거점을 두고 있는 국가들과 함께 5개 대륙의 16개 신규 시장에 진출할 것이라고 밝혔다. 새로운 시장에서는 벨기에, 룩셈부르크, 오스트리아, 포르투갈, 영국(유럽), 네팔, 싱가포르(아시아), 코스타리카, 우루과이, 콜롬비아(미주), 뉴질랜드를 포함한 제3자 딜러를 통해 판매될 것이다.

## 개요

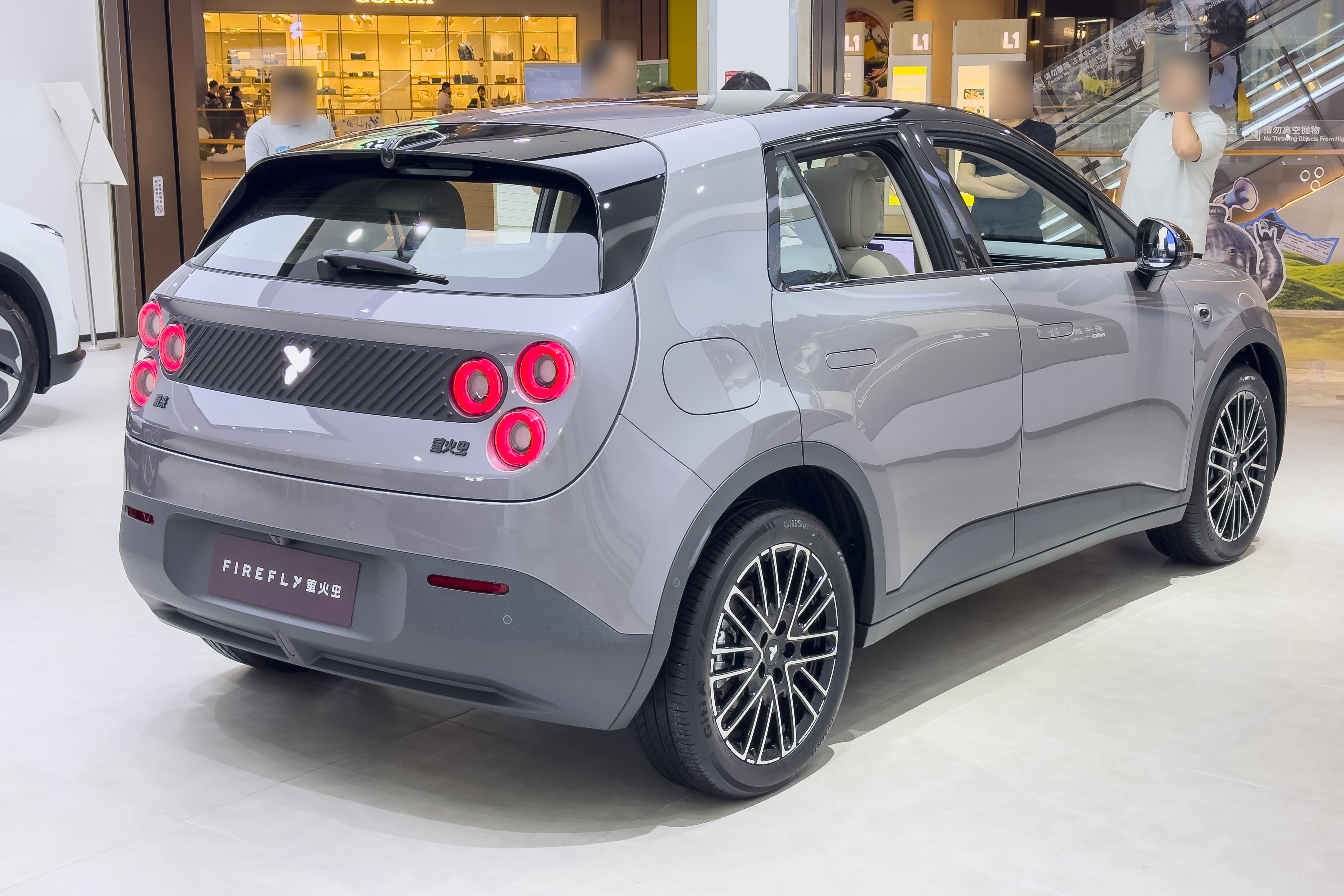
후면

파이어플라이는 유럽 시장을 위해 설계된 소형 5도어 해치백으로, 동명의 브랜드의 데뷔 모델이다. 차량은 길이 모듈:Convert 282번째 줄에서 Lua 오류: attempt to index local 'cat' (a nil value).이고 휠베이스는 모듈:Convert 282번째 줄에서 Lua 오류: attempt to index local 'cat' (a nil value).이며, 폭은 모듈:Convert 282번째 줄에서 Lua 오류: attempt to index local 'cat' (a nil value).로 비교적 좁다. 차량의 전방 및 후방 오버행은 각각 모듈:Convert 282번째 줄에서 Lua 오류: attempt to index local 'cat' (a nil value). 및 모듈:Convert 282번째 줄에서 Lua 오류: attempt to index local 'cat' (a nil value).로, 접근각 21도, 이탈각 26도를 허용하며, 회전 반경은 모듈:Convert 282번째 줄에서 Lua 오류: attempt to index local 'cat' (a nil value).이다.
파이어플라이는 니오 디자인 부사장 크리스 토마손의 지휘 아래 설계되었다. 차량 외부 전면은 세 개의 원형 링 클러스터로 구성된 헤드라이트가 특징이며, 검은색 알약 모양의 악센트 바가 연결되어 있고, 두 모양 모두 외부 및 내부 디자인 전반에 걸쳐 디자인 모티프로 작용한다. 검은색으로 도색된 루프, 미러, 필러가 특징이며, 차체 색상 '다이내믹 루프'는 제외된다. '다이내믹 루프'는 C-필러를 루프를 통해 연결하는 차체 색상 페인트 줄무늬이다. 후면에는 세 개의 원형 클러스터로 된 테일라이트가 있으며, 검은색 알약 모양의 악센트 바가 연결되어 있다. 후면 트렁크는 클램셸 디자인이며, 검은색으로 도색된 공기역학적 스포일러와 후면 와이퍼가 있다. 라임, 라벤더, 마블, 샌드, 그래파이트의 여섯 가지 외장 색상으로 제공된다. 업그레이드된 헤드라이트와 조명 로고가 포함된 옵션 조명 패키지와 세 가지 18인치 휠 옵션을 선택할 수 있다.
파이어플라이 EV 섀시의 83.4%는 고강도 강철로 제작되어 35,700 뉴턴미터/도의 비틀림 강성을 제공한다. 후륜 차축은 Multimatic과 공동 개발한 5링크 멀티링크 독립 서스펜션을 사용한다. 50-50의 무게 배분을 가지고 있으며, 215/50 R18 타이어가 장착된 18인치 휠을 사용하며, 회전 반경은 4.7 미터 (15 ft)이다. 파이어플라이는 유럽으로 수출되는 모델에는 현지 시장 취향에 맞춰 서스펜션과 스티어링 시스템이 재조정될 것이라고 밝혔다.
대시보드에는 사각형 스티어링 휠과 컬럼 시프터 뒤 스티어링 칼럼에 장착된 6인치 디지털 계기판 디스플레이와 13.2인치 플로팅 인포테인먼트 디스플레이가 장착되어 있다. 에어 벤트는 대시보드 하단에 연속된 라인으로 위치하며 앰비언트 라이팅 시스템에 의해 조명된다. 인포테인먼트 시스템은 외장 색상과 앰비언트 라이팅 설정에 따라 색상 테마가 적용된 간소화된 레이아웃의 파이어플라이 전용 사용자 인터페이스를 갖추고 있으며, HVAC 시스템 및 볼륨 조절을 위한 터치 제스처와 루모 음성 비서 기능을 제공한다.
센터 콘솔은 접이식 팔걸이가 있어 수납함과 단일 컵홀더, 활성 냉각 무선 충전 패드와 하단 서랍이 있으며, 대시보드와 분리되어 있어 좁은 공간에 주차 시 운전자가 조수석 문을 통해 나갈 수 있도록 설계되었다. 니오는 실내에 27개의 다양한 수납 공간, 14개의 스피커가 있는 7.1 서라운드 사운드 시스템 및 향기 시스템이 있다고 밝혔다. 중국에서는 파노라마 선루프가 기본으로 제공되며, 다른 시장에서는 선택 사항이다. 또한 전면 및 후면 열에 액세서리 장착을 위한 마그네틱 장착 지점이 있다. 도어 핸들, 백미러, 화장 거울, 후방 카메라 미러, 실내등, 스피커 그릴, 옷걸이, 헤드레스트 모두 알약 모양의 디자인 모티프가 특징이다.
두 가지 시트 옵션이 있다: 하나는 마이크로파이버와 대비되는 인조 가죽으로 덮여 있으며 열선 기능이 있다; 다른 하나는 10방향 조절 가능하며, 통풍 기능을 위한 세 개의 구멍 클러스터 천공이 있는 인조 가죽으로만 덮여 있으며, 앞좌석에는 마사지 기능이 있다. 대시보드는 마이크로파이버로 덮여 있으며, 문과 팔걸이는 인조 가죽으로 덮여 있다. 내부는 트래버틴, 파인, 플럼, 옵시디언의 네 가지 색상으로 제공된다.
파이어플라이 EV는 92-리터 (3.2 cu ft) 프렁크를 가지고 있으며, 후방 적재 공간은 335 리터 (12 cu ft) 또는 천장까지 측정했을 때 400 리터 (14 cu ft)이고, 뒷좌석을 접으면 1,253 리터 (44 cu ft) 이상이다. 또한, 뒷좌석 승객석 아래에는 29-리터 (1.0 cu ft)의 수납 공간이 있으며, 시트 통풍 기능이 없는 모델의 조수석 아래에도 29-리터 (1.0 cu ft)의 수납 공간이 있다.
파이어플라이 EV는 2024년 C-NCAP 테스트에서 5성 안전 등급을 획득했으며, 9개의 에어백과 ADAS 시스템이 장착되어 있다. ADAS 시스템은 128 TOPS 성능의 Horizon Robotics Journey 5 SoC에 의해 구동되며, 고속도로 및 기타 제한된 접근 도로에서의 감독 자율 주행과 완전 자동 주차 기능을 제공한다.

## 파워트레인
차량은 니오 XPT에서 제조한 단일 모듈:Convert 282번째 줄에서 Lua 오류: attempt to index local 'cat' (a nil value). 후방 전동기로 구동되며, 모듈:Convert 282번째 줄에서 Lua 오류: attempt to index local 'cat' (a nil value).의 토크를 출력한다. 전력은 Sunwoda가 제작한 42.1 kWh 교체형 LFP 배터리 팩에서 공급되며, 중국 경량 차량 테스트 사이클 기준으로 모듈:Convert 282번째 줄에서 Lua 오류: attempt to index local 'cat' (a nil value).를 주행할 수 있다. 최대 DC 충전 속도는 100 kW이며 10–80%까지 29분 만에 재충전할 수 있다. 차량의 0–모듈:Convert 282번째 줄에서 Lua 오류: attempt to index local 'cat' (a nil value). 시간은 8.2초이며, 최고 속도는 모듈:Convert 282번째 줄에서 Lua 오류: attempt to index local 'cat' (a nil value).이다.

## 판매
4월 29일 인도가 시작된 후, 4월에 231대가 판매되었고 5월에는 3,680대가 판매되었다.